# Кавалер (титул)

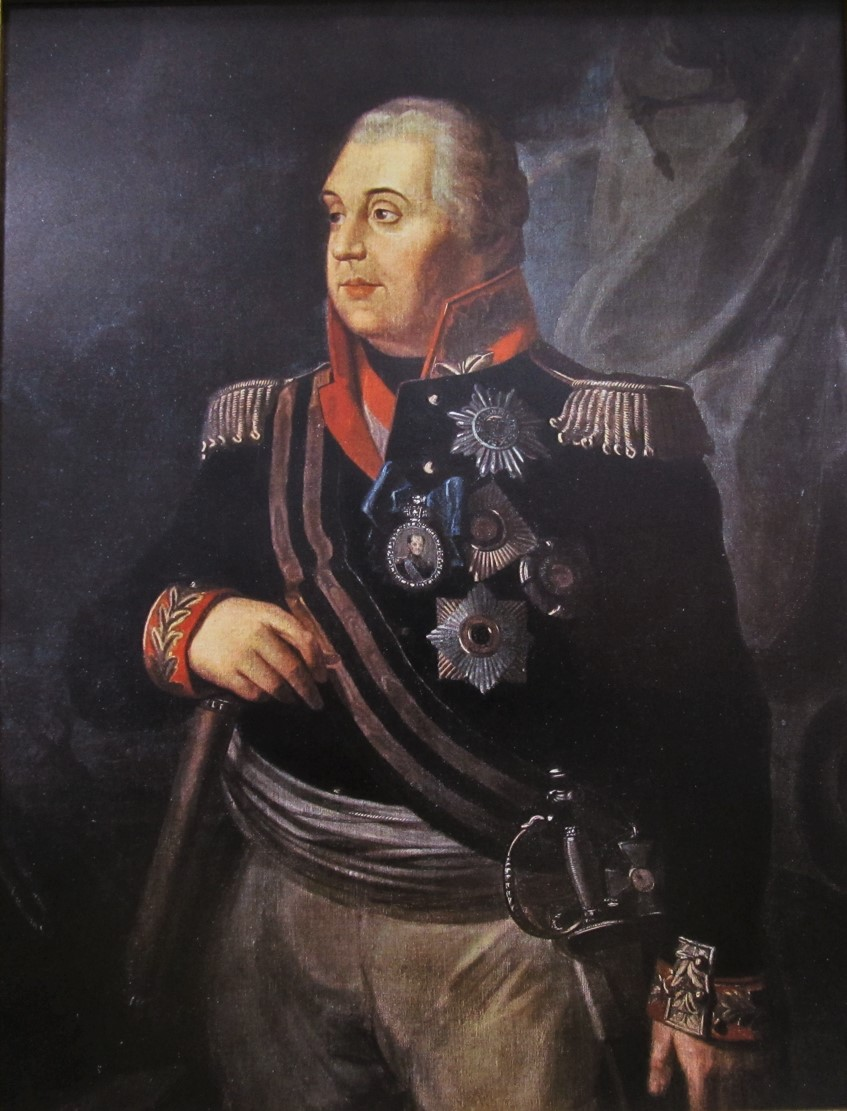
М. И. Кутузов, первый полный кавалер ордена Святого Георгия, видна Георгиевская лента.

Кавалер ордена — титул лица, награждённого орденом. У В. И. Даля указано что жена кавалера или женщина, получившая орден, именуется кавале́рша.
Термин также может употребляться в своём первоначальном значении — как особый титул, обозначающий принадлежность лица — военного, гражданского или придворного — к определённой орденской организации, где слово орден происходит от лат. ordo — сословие, община. Термин появился с конца XVII века и употребляется до настоящего времени.
При этом в знак пожалования в члены орденской корпорации лицо награждалось нагрудным знаком орденской корпорации, которые впоследствии стали просто называться орденами. Избрание в Кавалеры ордена являлось прерогативой гроссмейстера ордена, и награждение орденами производилось в определённой последовательности от низшего к высшему.
Наградные знаки рыцарских орденов — ордена, в течение столетий претерпевали определённую эволюцию, в том числе изменялись материалы, из которого они изготавливались, форма и рисунки орденов, появились степени отличия орденов. В конечном итоге настоящее время в большинстве государств и стран стали учреждаться наградные ордена, не имеющие никакого отношения к рыцарским организациям, а являющиеся знаками отличия, почётными наградами за особые заслуги.
Полный кавалер — титул лица, награждённого всеми степенями (знаками) ордена.
В Табели о рангах 1722 года кавалеры ордена Андрея Первозванного первоначально были приравнены к 3-му классу (генерал-лейтенант).